# Computer To Plate
Computer To Plate (CTP), literalment "de l'ordinador a la planxa", és un sistema industrial per crear planxes litogràfiques o flexogràfiques directament des de fitxers informàtics. Aquest sistema que té uns 15 anys de vida, però s'ha imposat clarament en els últims 10 anys i permet crear planxes d'impressió directament dels fitxers informàtics.
Va ser possible gràcies als avanços del món digital dels anys setanta i vuitanta. En el CTP, les planxes gravades amb la imatge a imprimir es fabriquen a partir de les dades que s'extreuen d'un arxiu digital. Es tracta d'un procés que va millorar notablement la qualitat de la impressió i el temps de producció.
Va ser la conjunció de l'aparició del llenguatge PostScript, el desenvolupament de les impressores làser i la popularització de l'ordinador de taula el que va permetre que el directe a planxa acabés substituint, en els anys noranta, al complex sistema anterior basat en el procés fotogràfic.
En el CTP, les imatges transmeses a les planxes d'impressió procedeixen d'un arxiu PostScript —els PDF són arxius basats en PostScript—, una vegada sotmès al programari d'imposició i r. i. p. (Raster Image Processor, processador d'imatge de mapa de bits).

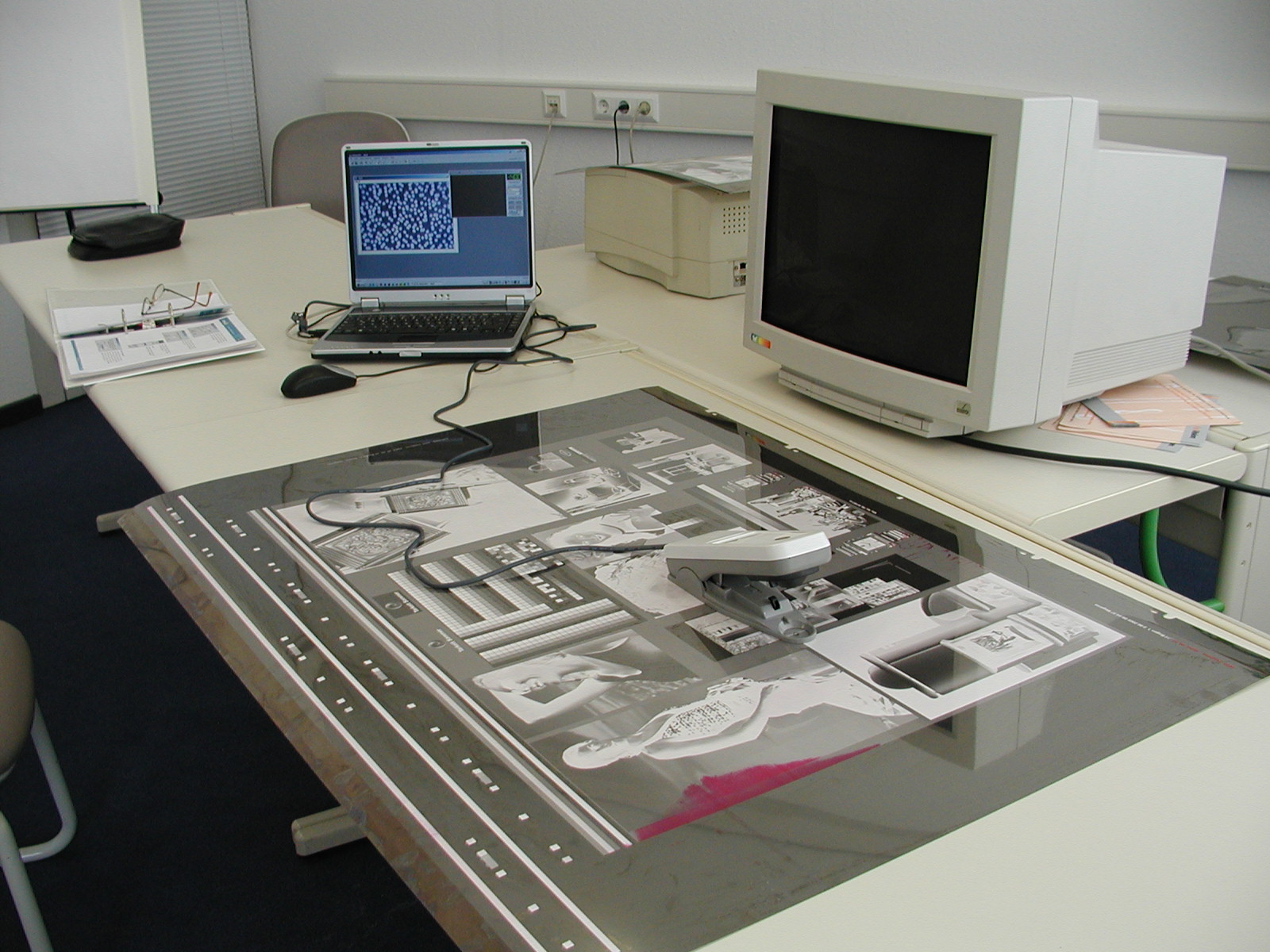
Planxa litogràfica

## Avantatges
Respecte al sistema anterior de filmació en fotolit i exposició sobre planxa analògica, els avantatges són:
- Qualitat: punt de trama generat directament sobre la planxa
- Velocitat: gran augment de la productivitat
- Ecologia: eliminació de molts passos intermedis i de materials (pel·lícula fotogràfica, productes químics, ...)

## Tipus
Els diferents tipus de CTP es podrien classificar segons diversos criteris, però el més comú seria fer-ho segons el tipus d'energia utilitzada:
- De llum visible: utilitza un làser de llum visible, el més comú és el làser de llum violada de 403 nm
- Tèrmic: utilitza un làser de llum infraroja de 803 nm
- Ultraviolat: utilitza una font de llum ultraviolada

L'elecció del tipus i model depèn de molts factors, relacionats principalment amb l'aplicació que se li vulgui donar.